# Alles was zählt
Alles was zählt ("Tutto ciò che conta"; abbreviato: AWZ) è una soap opera tedesca, prodotta dal 2006 dalla Grundy UFA TV Produktions e trasmessa dall'emittente televisiva RTL. Tra gli interpreti, figurano Tatjana Clasing, Silvan-Pierre Leirich, Juliette Greco, Sam Eisenstein, Julian Augustin, André Dietz,  Kaja Schmidt-Tychsen, ecc.
Della fiction sono andati in onda oltre 2.000 episodi. Il primo episodio fu trasmesso il 4 settembre 2006.

## Descrizione
Protagonista della soap opera, ambientata ad Essen, è la famiglia Steinkamp, una famiglia di sportivi dedita al pattinaggio su ghiaccio di figura e che fa parte di una squadra che si allena presso lo Steinkampzentrum. All'interno della squadra, sorgono però varie rivalità, tra cui quella tra Jenny Steinkamp e Tanja Sommer.

## Doppiaggio italiano
Loretta Di Pisa : Diana Sommer 
Paolo De Santis Marian Ozturk
Patrizia Mottola Charlotte Annabelle "Jenny"
Perla Liberatori Lena
Domitilla D'Amico Nina Sommer
Gemma Donati Vanessa 

## Produzione e backstage
- La soap opera è girata a Colonia.[2]
- La sigla utilizzata per la soap è la canzone Nie genug, eseguita dalla cantante austriaca Christina Stürmer.

## Guest-star
Tra le guest star apparse nella serie, figurano:
- Claus Dieter Clausnitzer
- Tanja Lanäus
- Joachim Llambi
- Dustin Semmelrogge-Sattler
- Christina Stürmer
- Katharina Woschek